# Malalai de Maiwand
Malalai de Maiwand ( en pastún: د ميوند ملالۍ‎ [ malɑˈləi ] ), también conocida como Malala ( en pastún: ملاله‎), o Malalai Anna ( en pastún: ملالۍ انا‎, que significa Malalai la " Abuela " ) es una heroína popular nacional de Afganistán que reunió a los combatientes pastunes durante la batalla de Maiwand, que fue parte de la segunda guerra anglo-afgana. Luchó junto a Ayub Khan y fue responsable de la victoria afgana en la batalla de Maiwand el 27 de julio de 1880. En el mundo occidental también se la conoce como «La Juana de Arco afgana» o como «La Molly Pitcher afgana». Hay muchas escuelas, hospitales y otras instituciones que llevan su nombre en Afganistán además de que su historia se cuenta en los libros de texto escolares afganos.

## Biografía
Malalai de Maiwand nació en la tribu Noorzai en 1861 en el pueblo de Khig, a unas 3 millas al suroeste del entonces pueblo de Maiwand en la provincia de Kandahar, al sur de Afganistán. A finales de la década de 1880, estalló la guerra entre Afganistán y Gran Bretaña, y la última guerra entre los dos estados tuvo lugar en la década de 1840.

Los británicos, junto con sus fuerzas indias, habían lanzado una importante expedición a Afganistán desde la India. La guarnición principal de los británicos estaba situada en Kandahar, la ciudad más cercana a la ciudad de Maiwand. El ejército de Afganistán estuvo representado por el comandante Ayub Khan, hijo del emir afgano Sher Ali Khan. El padre de Malalai, que era pastor, y su prometido se unieron al ejército de Ayub Khan en el gran ataque a las fuerzas británico-indias en julio de 1880.Como muchas mujeres afganas, Malalai estaba allí para ayudar a atender a los heridos o proporcionar agua y armas de repuesto.Según fuentes locales, también se suponía que ese sería el día de su boda. 

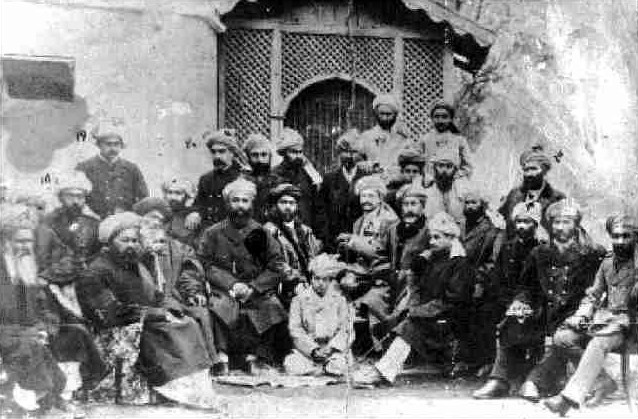
Comandantes militares afganos el 2 de septiembre de 1880, aproximadamente un mes después de su victoria en la batalla de Maiwand.

Cuando el ejército afgano estaba perdiendo la moral, a pesar de su superioridad numérica, Malalai tomó la bandera afgana y gritó:
Young love! If you do not fall in the battle of Maiwand,

By God, someone is saving you as a symbol of shame!
Esto inspiró a los combatientes afganos a redoblar sus esfuerzos. Cuando un abanderado principal fue asesinado, Malalai de Maiwand se adelantó y levantó la bandera, algunas versiones dicen que usó su velo como bandera, cantando un landai (una corta canción popular cantada por mujeres afganas):
With a drop of my sweetheart's blood,

Shed in defense of the Motherland,

Will I put a beauty spot on my forehead,

Such as would put to shame the rose in the garden!
La propia Malalai fue abatida y asesinada por un soldado británico. Sin embargo, sus palabras impulsaron a sus compatriotas a la victoria. Después de la batalla, fue honrada por sus esfuerzos y enterrada en su pueblo natal de Khig, donde su tumba permanece hoy. Tenía 18 o 19 años en el momento de su muerte. Está enterrada en el pueblo de Karez junto con su padre y su prometido, los lugareños consideran su tumba como un santuario. El poeta pastún Ajmal Khattak escribió las siguientes líneas sobre Malalai:
My Malalai is living, and they praise others' beauty.

Though they have eyes, they are blind.
Muchos estudiosos han cuestionado la autenticidad de la historia y de Malalai. Aunque ha sido bien recibida por el Estado afgano y muchos creen que es genuina, parece ser más una cuestión de folclore que de realidad histórica.Ningún historiador británico de la época se refirió o mencionó el nombre de Malalai, incluso faltan los registros locales. El autor británico Howard Hensmen, en su libro La guerra afgana, menciona que se encontró una mujer entre los muertos en Ahmad Khel, pero la batalla de Ahmad Khel ocurrió el 19 de abril de 1880, mientras que la batalla de Maiwand fue el 27 de julio de 1880. El historiador afgano Muhammad Siddiq Farhand escribió un libro de tres volúmenes, Afganistán en los últimos cinco siglos una pieza muy distinguida en la historia afgana, pero tampoco mencionó a una mujer llamada Malala.
La primera vez que se mencionó el nombre de Malalai fue 40-60 años después de la batalla de Maiwand. Muchos creen que fue Abdul Hai Habibi quien acuñó la historia durante el período de Pashto Tolana para apoyar la narrativa nacional y el nacionalismo pastún. Habibi había sido acusado anteriormente de falsificación, en el caso de Pata Khazana.

## Reconocimientos
- Hizo una aparición en una escena de apertura animada del documental, He Named Me Malala.[16]
- La activista paquistaní Malala Yousafzai recibió su nombre en honor a Malalai cuando nació el 12 de julio de 1997.
- Malala Maiwand, una periodista afgana, también fue nombrada para evitar la confusión de identidad con la Juana de Arco afgana hasta su asesinato el 10 de diciembre de 2020.